# 鄧嘉玲
鄧嘉玲，別名Kelly。她先天患上稱為「玻璃骨」的成骨不全症 (Osteogenisis Imperfecta)，這個疾病使她雙腳、雙手及身體各部位的骨骼呈扭曲情況，且容易發生骨折，讓其難以正常生活。鄧嘉玲從未接受過正規教育，卻成為了香港公開大學中國語言及文學學士課程學生。
他積極投入社會工作，走遍中小學校、教會、 私人及商業機構和醫院，宣揚正面訊息及其對於福音的見證。
2018年4月10日，力克·胡哲於Facebook發表與鄧嘉玲的合照，而鄧嘉玲也於Facebook回應指那是大概四年前的會面，她不會忘記力克的生命力是如何震動人心。
2022年6月22日，鄧嘉玲在Facebook專頁透露自己已完成學士課程。

## 榮譽
- 第十六屆香港十大再生勇士
- 2014年在第五屆感動香港十大人物評選成為十大感動人物得主
- 2012年度香港精神大使
- 2012年度香港復康力量在「職」達人

## 外部連結
- 香港百姓故事：“玻璃女”微笑追逐梦想-中新网 - 中国新闻网 （页面存档备份，存于）
- 港4生命勇士“正能量”迎新年吁港人逆境自强- 中国日报网 （页面存档备份，存于）
- 三小花突破殘障藩籬快樂頌 - 香港展能藝術會 （页面存档备份，存于）
- “玻璃骨”少女靠口才闖職場 - 大公报数字报 （页面存档备份，存于）
- 快閃報佳音發放正能量[永久]

- 鄧嘉玲Facebook （页面存档备份，存于）